# Psychotria asiatica
Psychotria asiatica là một loài thực vật có hoa trong họ Thiến thảo. Loài này được L. miêu tả khoa học đầu tiên năm 1759.

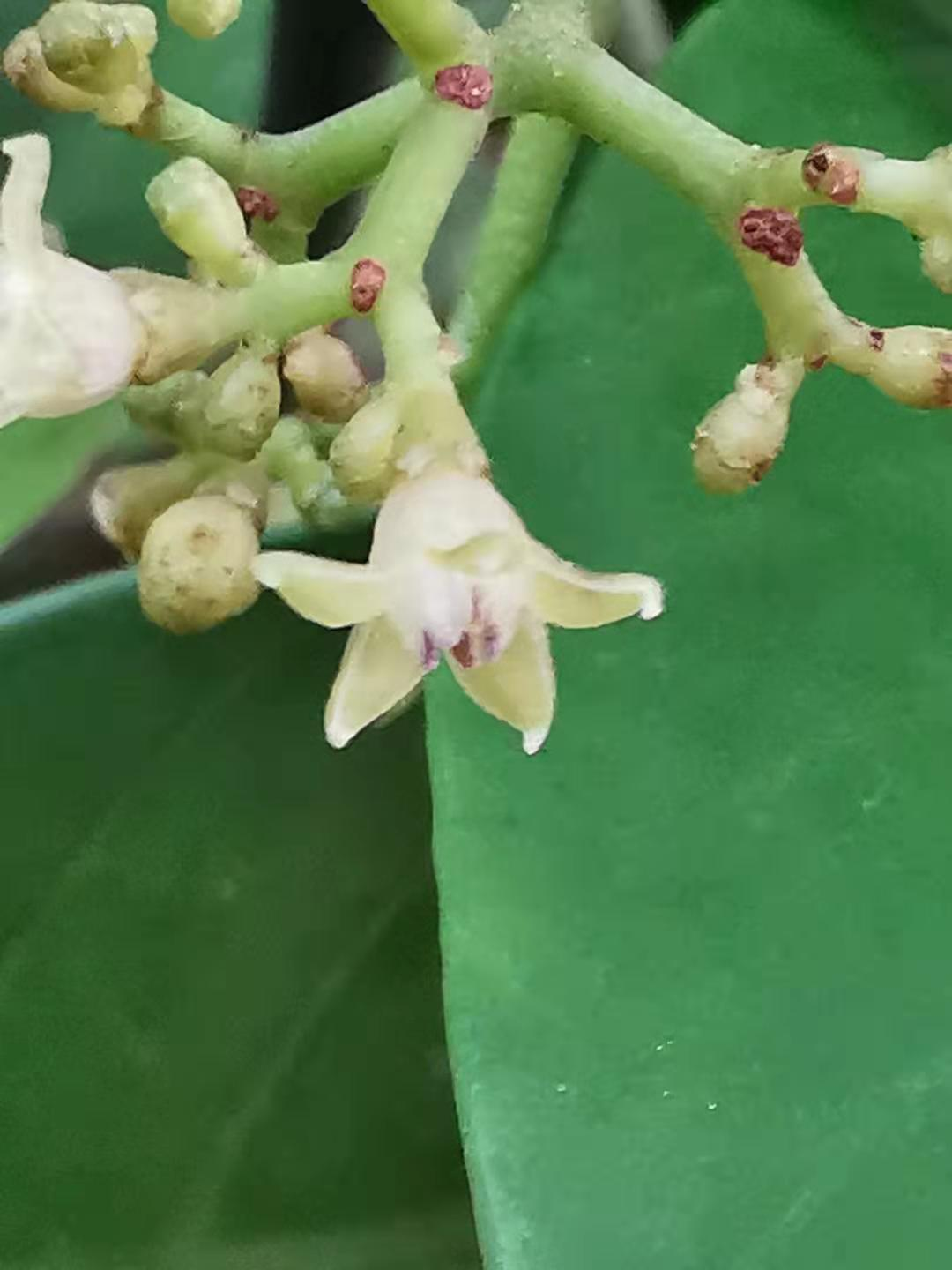
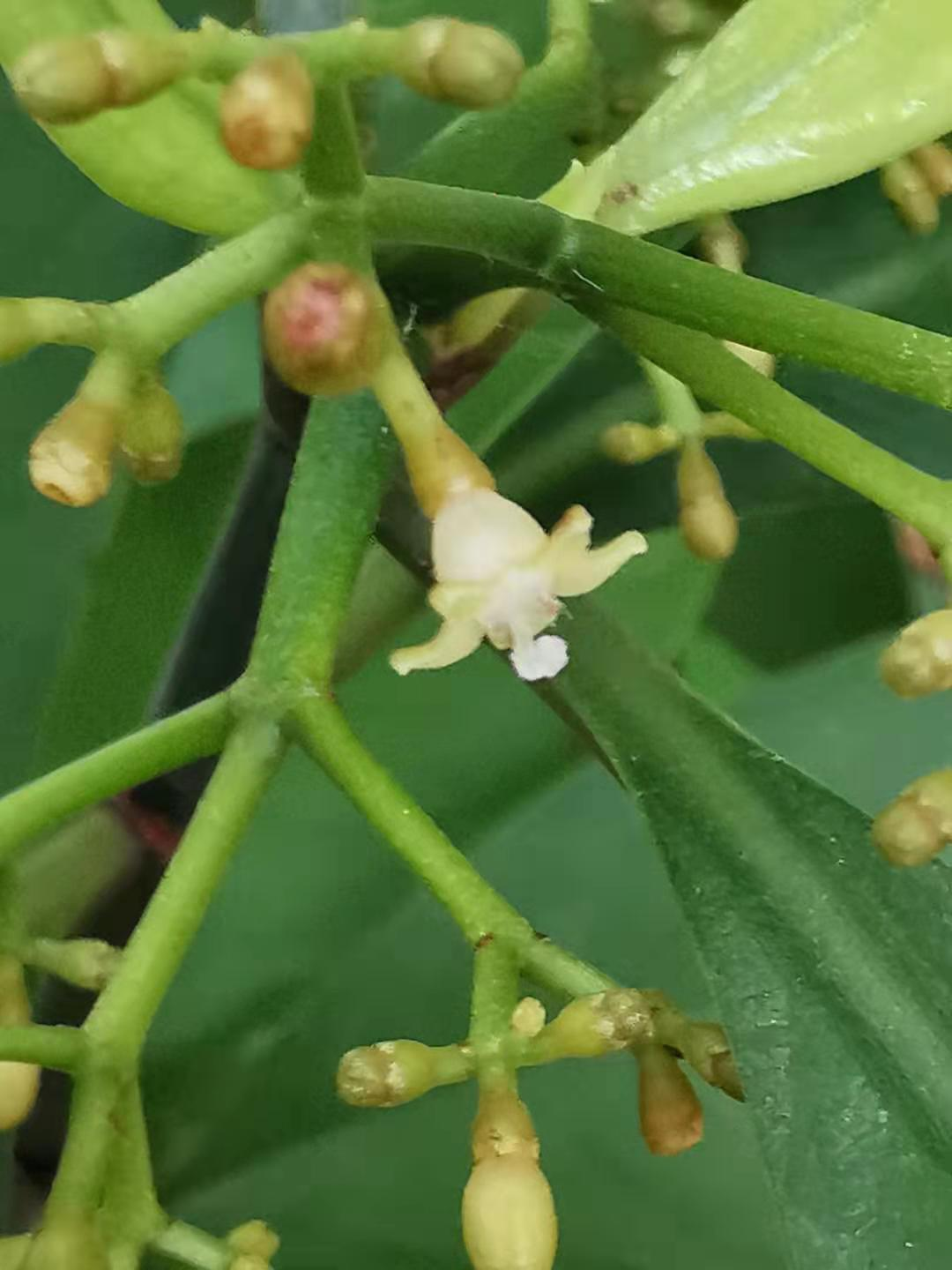
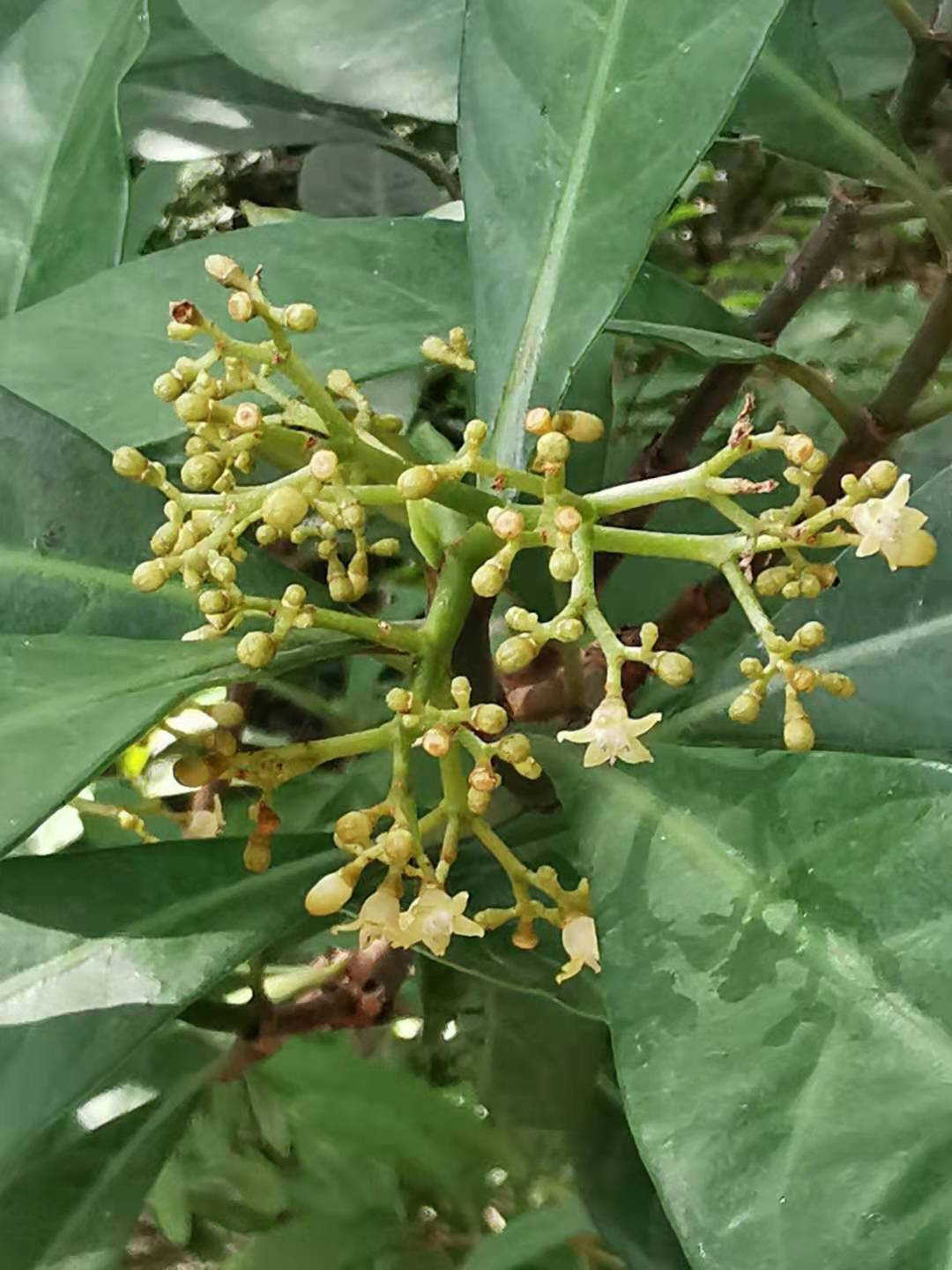
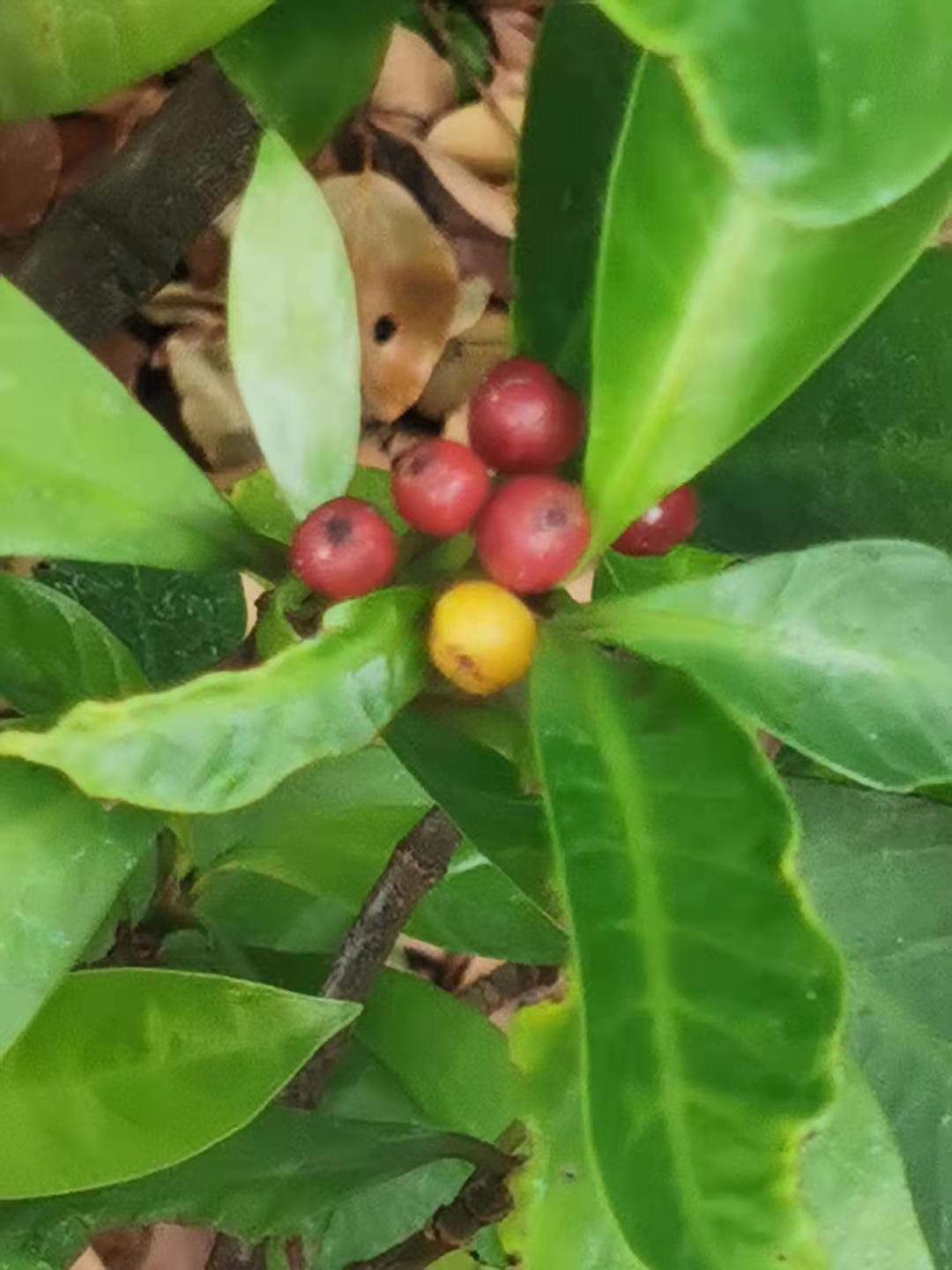
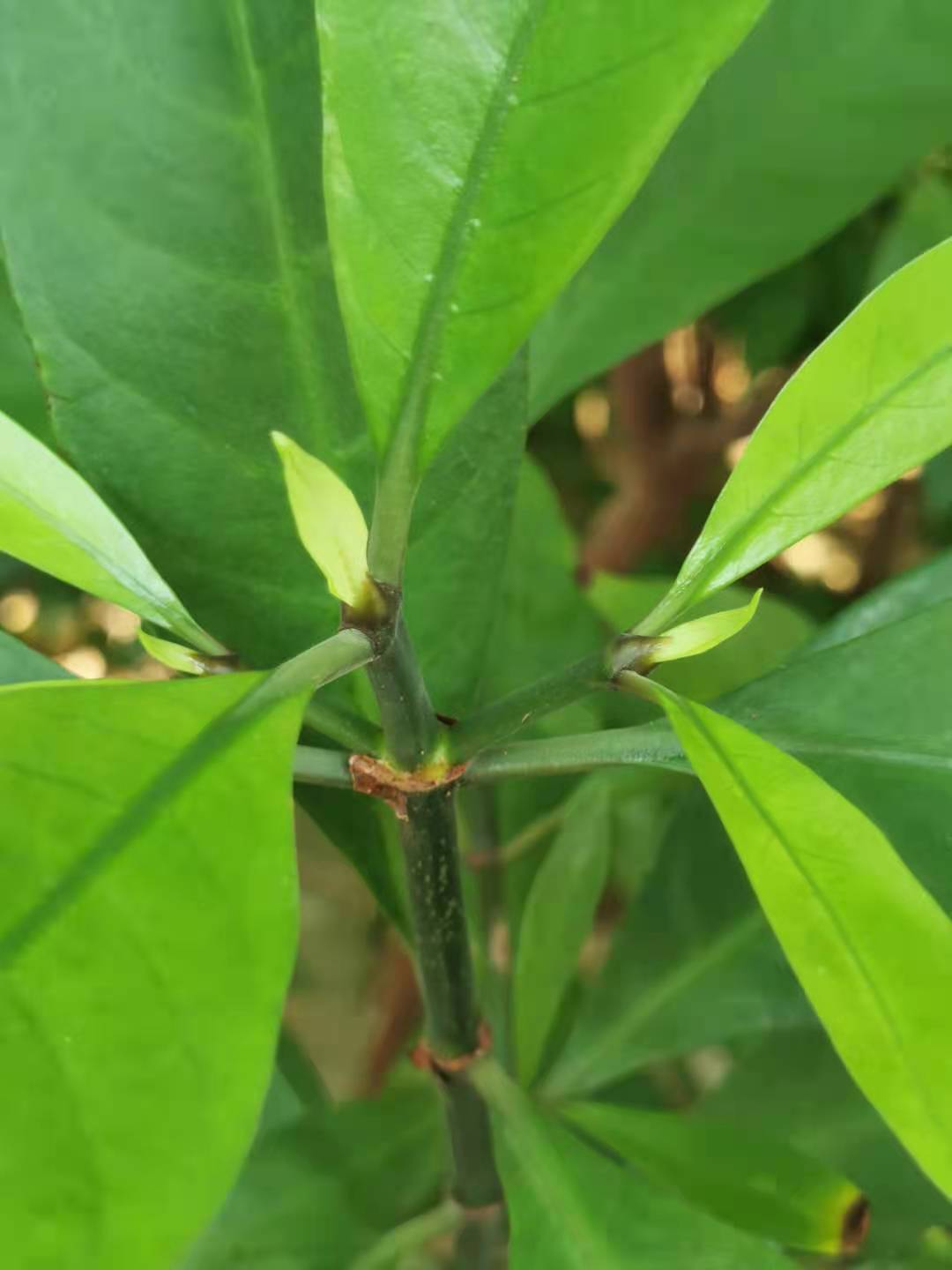
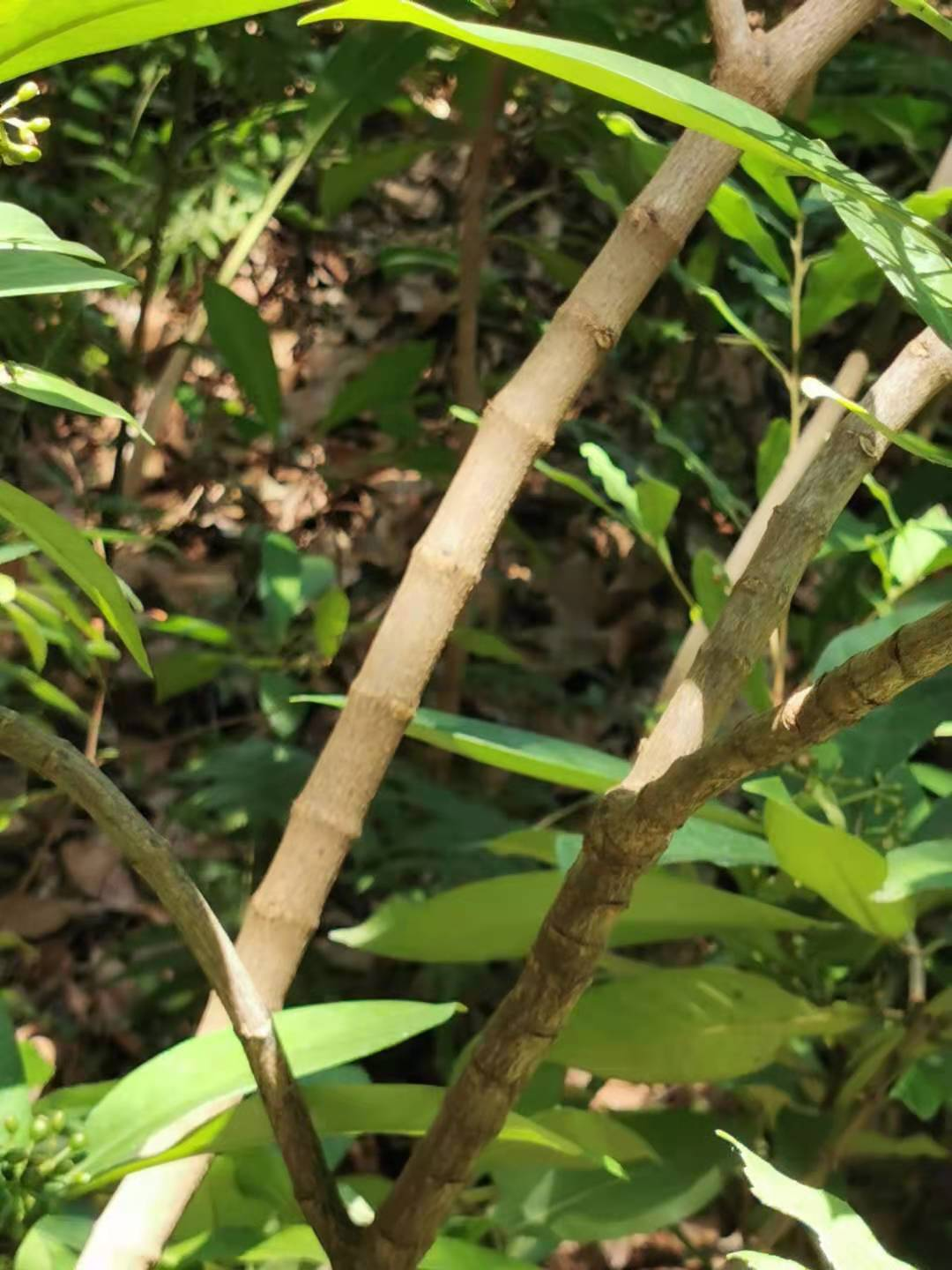
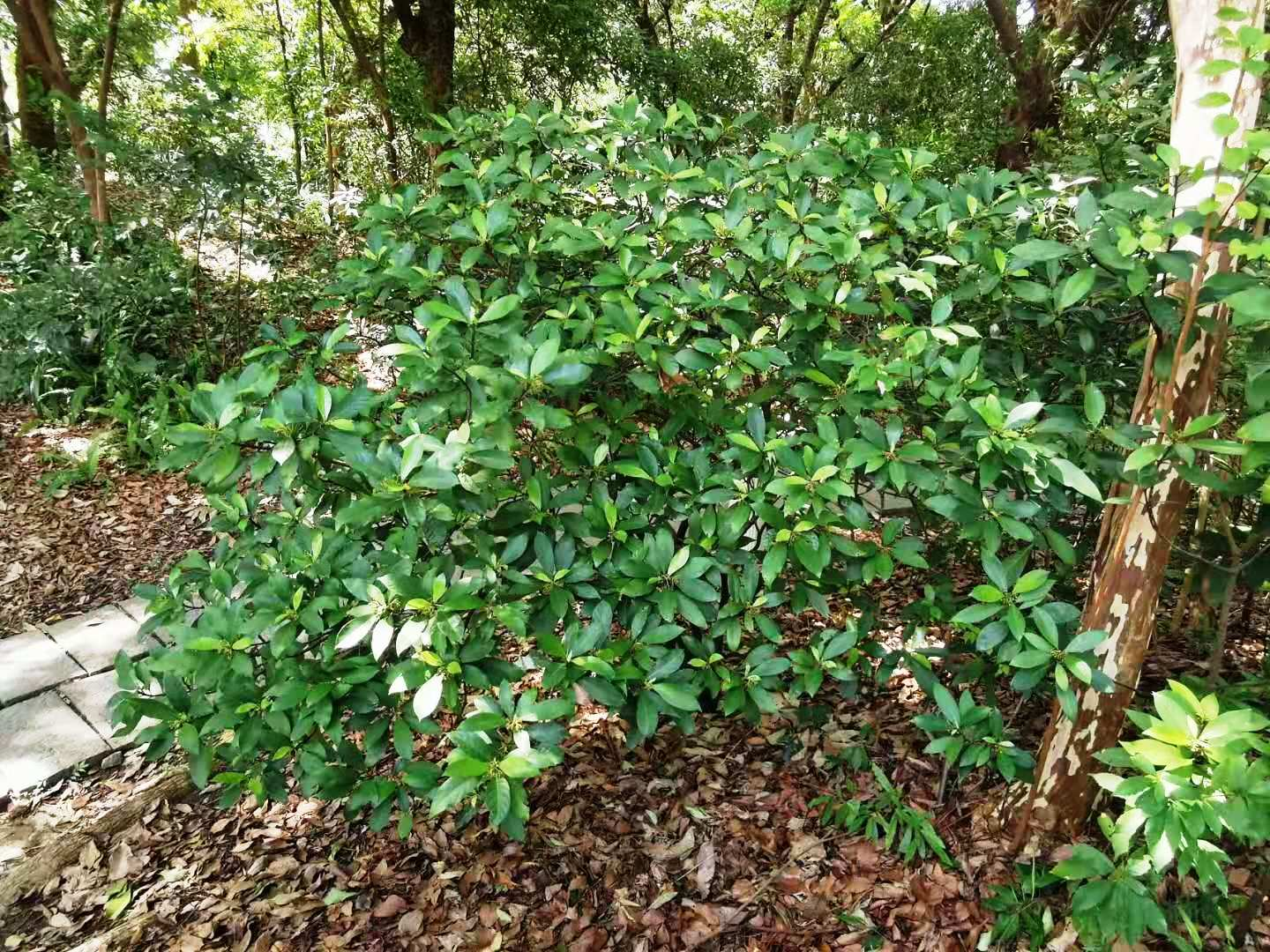